# 孔雀鳳胎䲁
孔雀鳳胎䲁（學名：Pavoclinus pavo），為輻鰭魚綱䲁形目胎䲁科鳳胎䲁屬的一個種，分布於東南大西洋納米比亞呂德里茨布赫特至南非凱伊河河口海域，本魚體延長，體色多變，主要取決於生活的環境，通常身體上有珍珠狀斑點，背鰭硬棘30-36枚、背鰭軟條2-4枚、臀鰭硬棘2枚、臀鰭軟條20-23枚，體長可達30公分，棲息在海草生長的海床，以端足類、多毛類、腹足類等為食，雌魚產附著性卵，雄魚會守護卵，幼魚為浮游性，生活習性不明。